# Bonami
Bonami je internetová prodejna zaměřená na prodej nábytku, bytových dekorací a módního příslušenství, která byla spuštěna v roce 2013 v Praze v České republice. Stojí za ní Václav Štrupl a investiční skupina Miton. Mimo Českou republiku Bonami působí v dalších 11 zemích včetně Slovenska, v Polsku, Rumunsku a Maďarsku. V roce 2024 Bonami vstoupilo na italský trh.   

## Historie
První ukázková verze e-shopu byla spuštěná 20. prosince roku 2012, ale až 1. ledna následujícího roku spatřila světlo světa ostrá verze internetového e-shopu Bonami. Za jeho založením stojí Václav Štrupl a investiční skupina Miton. Bonami se na rozdíl od klasických e-shopů zaměřuje na tzv. nákup očima (emotional shopping). Zákazník nekupuje již předvybrané zboží podle parametrů, ceny a termínu dodání, ale nechává se inspirovat, strhnout emocemi. Objevuje unikátní produkty, které musí mít. E-shop tím objevil mezeru na trhu.  
Již 23. května 2014 firma vstoupila na polský trh, kde na ní čekalo cca 25 tisíc předregistrovaných uživatelů, 16. dubna 2015 na slovenský trh s cca 40 tisíci předregistrovanými uživateli, 3. října 2016 na rumunský trh s cca 100 tisíci předregistrovanými uživateli a 8. srpna 2018 na maďarský trh s více než 100 tisíci předregistrovanými uživateli.
Zatímco v roce 2013 měla firma obrat mírně přes 30 miliónů Kč, v roce 2014 již dosáhl výše 100 miliónů Kč, v roce 2015 asi 260 miliónů Kč, v roce 2016 cca 372 miliónů Kč a v roce 2017 přibližně 750 miliónů Kč.  Za dobu své existence Bonami představilo přes 220 tisíc produktů ve více než 6600 kampaních.